# Red-Headed Woman
Red-Headed Woman (bra: A Mulher Parisiense dos Cabelos de Fogo) é um filme pre-Code estadunidense de 1932, do gênero comédia romântica, dirigido por Jack Conway, e estrelado por Jean Harlow, Chester Morris, Lewis Stone, Leila Hyams e Una Merkel. O roteiro de Anita Loos e F. Scott Fitzgerald foi baseado no romance homônimo de 1931, de Katharine Brush.
A trama retrata a história de uma mulher que utiliza o sexo para melhorar sua posição social. Durante o filme, a personagem de Harlow destrói um casamento, possui casos extraconjugais, tem relações sexuais antes de trocar votos matrimoniais e tenta matar um homem.

## Sinopse
Lillian "Lil" Andrews (Jean Harlow) é uma jovem ambiciosa que mora em Ohio e faz qualquer coisa para melhorar seu estilo de vida. Ela seduz seu chefe rico William "Bill" Legendre, Jr. (Chester Morris) e habilmente destrói o casamento de Bill com sua amada esposa Irene (Leila Hyams). Irene reconsidera e tenta se reconciliar com Bill, apenas para descobrir que ele se casou com Lil no dia anterior.

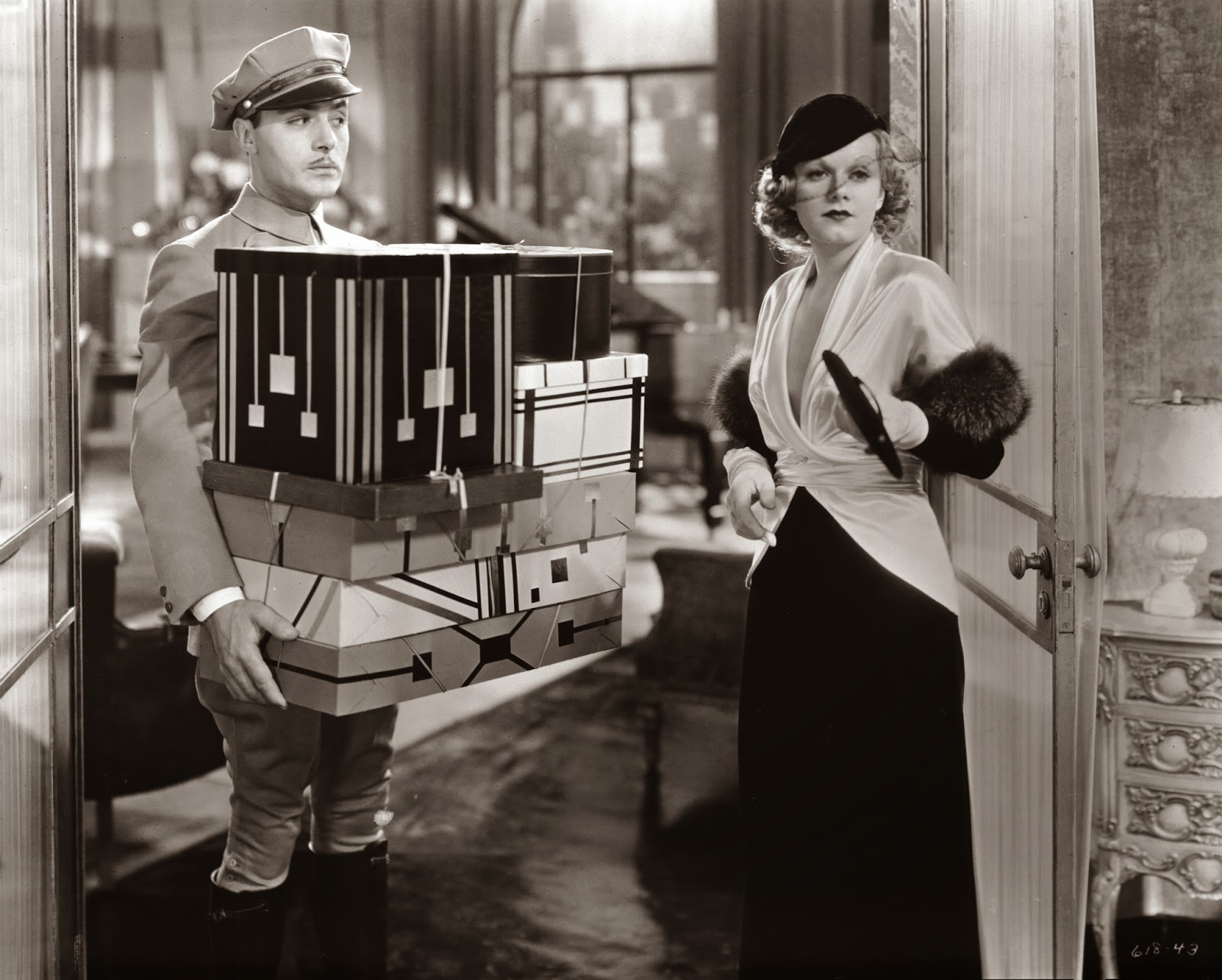
Charles Boyer e Jean Harlow em cena do filme.

No entanto, Lil se vê excluída pela alta sociedade, incluindo pelo pai de Bill, Will Legendre, Sr. (Lewis Stone), por causa de suas origens de classe baixa e sua fama de destruidora de lares. Quando Charles B. Gaerste (Henry Stephenson), um magnata do carvão conhecido nacionalmente e o principal cliente da empresa de Legendre, visita a cidade, Lil acredita ter encontrado uma maneira fácil e ágil de subir socialmente.
Então, ela seduz Charles e o chantageia para dar uma festa em sua mansão, sabendo que ninguém recusaria o convite e ousaria dizer algo caso ela aparecesse. Os planos de Lil começam a dar errado quando os convidados deixam a mansão para participar de uma outra cerimônia, dessa vez na casa de Irene, que morava do outro lado da rua. Charles descobre suas verdadeiras intenções e Bill, seu marido, descobre suas mentiras, o que a faz planejar seu assassinato.

## Elenco
- Jean Harlow como Lillian "Lil" / "Red" Andrews Legendre
- Chester Morris como William "Bill" / "Willie" Legendre, Jr.
- Lewis Stone como William "Will" Legendre, Sr.
- Leila Hyams como Irene "Rene" Legendre
- Una Merkel como Sally
- Henry Stephenson como Charles B. "Charlie" / "C.B." Gaerste
- Charles Boyer como Albert
- May Robson como Tia Jane
- Harvey Clark como Tio Fred

## Produção
O filme provou ser difícil desde o início. F. Scott Fitzgerald e Marcel de Sano foram originalmente contratados para colaborar na criação e adaptação do romance homônimo de 1931, de Katherine Brush. Fitzgerald inicialmente recusou a oferta da Metro-Goldwyn-Mayer, alegando que US$ 750 por semana não era satisfatório; o produtor Irving Thalberg, no entanto, subiu o valor para US$ 1.200, já que ele queria o nome de Fitzgerald no projeto. Fitzgerald então se opôs a trabalhar com de Sano, insistindo que trabalhasse sozinho, mas foi forçado a concordar com o trabalho em dupla. Os dois rapidamente tiveram uma briga, mas mesmo assim terminaram o roteiro em cinco semanas. Apesar de todo o esforço, no entanto, Thalberg estava preocupado que a história original e o primeiro rascunho do roteiro dos escritos contratados estivessem muito sérios e ofereceu a tarefa de reescrevê-lo para Anita Loos, instruindo-a a fornecer algo que fosse mais divertido e lúdico, com maior ênfase na comédia. A MGM, em seguida, contratou Anita Loos, que completou os rascunhos e as revisões no roteiro entre janeiro e fevereiro de 1932 (ambos os enredos são atualmente de propriedade da Universidade de Yale, na Beinecke Rare Book & Manuscript Library).

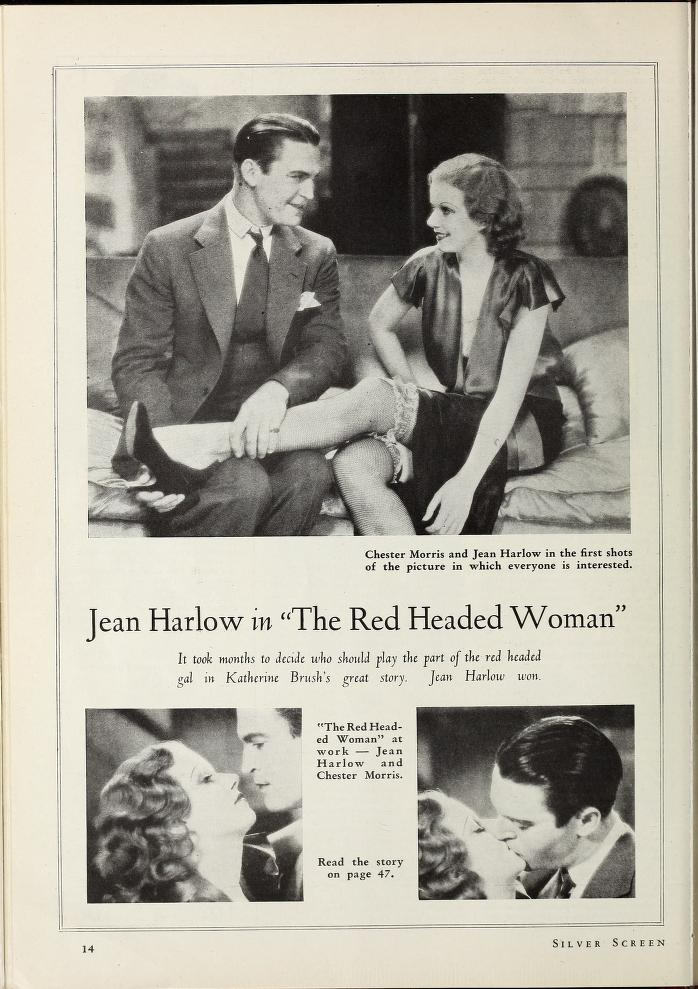
Revista Silver Screen, julho de 1932.

As filmagens aconteceram nos estúdios da Metro-Goldwyn-Mayer em Culver City, na Califórnia. Os backlots "Casa Inglesa" e "Rua em Nova Iorque" da MGM – ambos localizados no lote 2 – foram os principais locais de filmagem para a produção.
Antes de escalar Harlow, a Metro-Goldwyn-Mayer considerou escalar Clara Bow como Lillian Andrews, que originalmente concordou em participar, mas se opôs à opção de "serviços futuros" exigida pelo estúdio. A revista Screenland também divulgou que Colleen Moore havia sido considerada para o papel. Na edição de 12 de abril de 1932, no entanto, a revista Motion Picture relatou ver Jean Harlow na estreia do filme "Grande Hotel" com o cabelo vermelho, sugerindo que ela estivesse envolvida na produção. A coluna de fofoca "Modern Screen", da revista The Hollywood Times, confirmou essas suspeitas em maio de 1932, afirmando: "Adivinha quem vai ser a 'mulher de cabeça vermelha' da MGM? Ninguém menos que aquela famosa loira platinada, Jean Harlow. Eles terão que obter um novo título para o filme, ou uma garrafa muito grande de tinta vermelha extra para Jean". A cena de abertura do filme mostra a personagem de Harlow tingindo os fios de vermelho. A primeira fala da produção é: "Então os homens preferem as loiras. Hah". O filme, na verdade, foi o primeiro de Harlow depois de ter deixado Hollywood por alguns meses após um escândalo envolvendo Howard Hughes.
Embora não-creditado, o marido de Jean Harlow, Paul Bern, foi o supervisor de produção do filme.
Antes do lançamento do filme, o produtor Irving Thalberg trabalhou com Will Hays para obter a aprovação dos censores cinematográficos. As maiores preocupações foram as cenas em que Harlow estava parcialmente despida ou fazendo óbvias insinuações sexuais. Thalberg eventualmente concordou com dezessete cortes no filme. Apesar deste fato, o filme ainda recebeu uma série de reclamações dos espectadores.

## Recepção
A resposta crítica de "Red-Headed Woman" foi extremamente positiva. McCarthy, para o Motion Picture Herald, escreveu: "Sensual, atrevido, cheio de diálogos rápidos e engraçado, [Red-Headed Woman] é carregado de dinamite que pode ser um entretenimento dinâmico, ou uma explosão de objeções, a menos que você lide com ele adequadamente, com toda a sutileza e habilidade que sua experiência comanda". A edição de setembro de 1932 também deu ao filme uma revisão brilhante, escrevendo: "O filme segue o romance de Katherine Brush com melhorias satíricas de Anita Loos, que, farta de loiras, dá às mulheres ruivas o que é devido ... Veja isso por pura diversão. Jean desempenha um papel tão inteligente que você não pode deixar de gostar dessa mulher ruiva selvagem". Junto com esta crítica, a Screenland escolheu-o como um dos seis melhores filmes do mês, e nomeou o desempenho de Harlow como "um dos dez melhores do mês".
O filme foi distribuído na França como "La Belle Aux Cheveux Roux" e na Espanha como "La Pelirroja". Zárraga, repórter da revista espanhola Cine-Mundial, escreveu: "O filme estava predestinado ao triunfo. Passo a passo, [Harlow] conseguiu, e o segredo de seu sucesso não estava precisamente em sua estatuária beleza nem em seu famoso cabelo platinado: estava, acima de tudo, em sua maneira perturbadora de beijar..." O filme foi banido para exibição no Reino Unido.